# 3536 Schleicher
3536 Schleicher је астероид главног астероидног појаса чија средња удаљеност од Сунца износи 2,342 астрономских јединица (АЈ).
Апсолутна магнитуда астероида је 13,8.